# Sesa
Sesa es un municipio en la comarca Hoya de Huesca de la provincia de Huesca, comunidad autónoma de Aragón, España.

## Localización y accesos
Situado a orillas del río Guatizalema en la A-131, dista de la capital en 22 km y su término municipal se encuentra en un plano inclinado que domina las tierras bajas, llanas y fértiles. Las localidades limítrofes son: Salillas, Novales y Tramaced.

## Historia
La primera mención fue entre enero y febrero del año 1104, en la concordia realizada por el obispo de Huesca y el abad de Montearagón En octubre del año 1103 el rey Pedro I de Aragón dio a la catedral de Huesca el castillo de Sesa.

### La época prerromana
El primer gran hábitat de la provincia de Huesca realizado por gentes de la montaña es el de la cueva de Chaves, ocupada en la época prehistórica desde el paleolítico superior hasta el neolítico.
Esta gente fueron los que formaron posteriormente el pueblo de Sesars que luego se romanizaría.

### Época romana
Sesa fue la localidad romana Sesars. En esta época se acuñaron las primeras monedas de la localidad en los siglos I y II a. C. Se trata de ases con tipos análogos a los del mundo ibérico y celtibérico próximo. La ceca de Sesars es muy escasa y con cortas emisiones, y sus hallazgos limitados a referencias vagas y mal documentadas. El interés de estos denarios es ser los primeros hallados en Aragón.
Hay muchos topónimos que probablemente pertenecieran a Sesars, como Santolaria (donde estaba la iglesia de Santa Eulalia), San Bartolomé, San Esteban, La Virgen del Camino (que a partir del siglo XVI se llamará de la Jarea), Santa Mª del Puyal, y una serie de hábitats dispersos que sería equivalente a lo que hoy configura la delimitación eclesiástica del arciprestazgo de Sesa (Albero Alto, Alberuela de Tubo, Alcalá del Obispo, Antillón, Argavieso, Bespén, Blecua, Fañanás, Huerto, La venta de Ballerías, Novales, Pueyo de Fañanás, Salillas, Sesa, Torres de Montes y Usón).

### Época musulmana
La presencia musulmana fue muy importante en esta zona del Somontano porque son los que volvieron a darle vida a la tierra gracias a los sistemas regadío importadas de su país.
En la época califal se construyó una red de fortificaciones que se convirtieron en istne (castillo en árabe) y luego en usu (red de castillos). En Sesa había un castillo que estaba en la peña del castillo (hoy calle del Castillo) encima de la actual iglesia de San Juan. Según documentación encontrada, en 1792 el castillo todavía estaba en pie, aunque bastante deteriorado. Este castillo fue pues un istne musulmán que aguantó el embate de Sancho Ramírez. El castillo de Sesa junto con el de Piracés, el de Almuniente, Grañén y algún otro resistió hasta el año 1103, cuando los tomó Pedro I y se lo dio al obispo.
De esta época han quedado únicamente unos restos de tumbas esculpidas en piedra arenisca.

### Edad Media
A partir de la conquista del castillo de Sesa en 1103 por Pedro I se conserva mucha documentación de la localidad gracias al cartulario del obispado de Huesca. Probablemente se rindió sin demasiada resistencia y la gente pudo conservar las propiedades durante unas tres generaciones. En los escritos de este tiempo aparecen continuamente nombres musulmanes en operaciones de compra-venta, tales como Alboacir-Albinceid, Ablazbach, ben-Massot o Abdalá.
En 1133 el obispo Arnaldo dio a los que fueran a poblar Sesa las heredades con la condición de que los cristianos pagasen la décima y primicia y los moros el nóveno. Asimismo, les eximió de pagar el censo. En 1179 el obispo Esteban Sanmartín dio a Galindo de Naya derecho de riego en Sesa en las tierras de Borjamán pertenecientes a la abadía de Montearagón a cambio del diezmo de los productos de regadío. En 1196 unos vecinos de Sesa vendieron al obispo unas casas para poder construir la iglesia nueva por 60 sueldos. Jaime I concedió un privilegio a la villa de Sesa de tal manera que su vino estaba exento de pagar el portazgo en la ciudad de Huesca.

### La Caza de Brujas
En 1592 se promulgó un estatuto de desaforamiento para la caza de brujas y en Sesa se acusó de brujería a una persona.
Las brujas de las villas no podían ser juzgadas por la Inquisición. Sesa tenía, probablemente, un estatuto de infanzonía otorgado por el obispo, de tal manera que todos los habitantes del lugar eran considerados como hijosdalgo infanzones, motivo por el que no podían ser juzgados directamente, sino que tenían derecho a un fuero (el fuero aragonés). Ese fuero fue tan importante, que por esas fechas la justicia real de Felipe II no podía hacer nada contra las personas aforadas. La inquisición pedía el desafuero de las personas para poder intervenir. Una vez desaforadas y capturadas son acusadas de ejercer la brujería, y condenadas a la lectura pública de su condena, al público y vehemente arrepentimiento, 100 azotes y 10 años de destierro.
1650: Juan Fontán de Sesa es acusado de tener "El Libro" (El libro de San Cipriano). Se guardaba en el arca y si te lo descubrían lo quemaban, o lo tiraban a un pozo; curiosamente otra vez volvía al arca. Era indestructible. Entre las gentes del lugar se pensaba que quien poseía este libro podía causar mal de ojo a otras personas. Cualquier problema que pasaba en el pueblo se achacaba al mal de ojo.

### La Peste de 1651
En la fiesta pequeña que se celebra en Semana Santa, el segundo día de Pascua, vienen los pueblos de Salillas, Tramaced, Piracés y Fraella en cumplimiento del voto que hicieron en 1648 al verse Huesca y comarca invadido de la peste bubónica y no verse afectados los pueblos mencionados debido a un supuesto milagro de La Virgen de La Jarea.
En realidad Huesca se invadió por la peste en 1651 y sí hubo casos de peste en estos pueblos, pero en menor medida que en Huesca. La peste entra por Valencia y la portan las ratas que vienen en un barco procedente de Marsella. Se transmite a través de las pulgas y por la respiración.
Los habitantes de Huesca querían cerrar la ciudad ya que estaba amurallada. Los barrios exteriores como "San Lorenzo o San Martín" tenían muros de tierra y existían portaleros en cada barrio. Si se cerraba la ciudad la gente no podía entrar a comprar, y se dejaba de ingresar dinero. No hubo acuerdo y no se arreglaron los derrumbes existentes en las murallas, y precisamente por uno de ellos entró la peste. Desde Zaragoza, la peste llegó a Alcubierre y un hombre de allí cogió miedo y se fue a Huesca donde tenía familia, pasó por un derrumbe que se había hecho en la C/ Población (Actual Padre Huesca) y llegó a la casa de su familia ya muy enfermo, muriendo a las pocas horas. A los pocos días la peste ya se extendía por toda Huesca.
Los ricos se marcharon a sus castillos fuera de Huesca y se aislaron. Entre los pobres, muchos se marcharon al monte y vivían de lo que cazaban, aunque algunos también cogieron la peste ya que los mosquitos y las ratas también conviven con los conejos y con las liebres, pasando los insectos de las piezas frías al cuerpo caliente de los hombres.
En aquel tiempo no se conocía el mecanismo de transmisión y lo que se hacía era blanquear los marcos de puertas y ventanas. En Sesa había 2 cementerios uno de ellos, el de San Bartolomé, abandonado en el siglo XVI, y otro al lado de la iglesia (para los pobres y ajusticiados). Las casas normalmente tenía su fosal dentro de la Iglesia. Por tanto se metían a los muertos con la peste hasta el centro del pueblo. Esto sucedió así hasta el siglo XVIII en que Carlos III en la época de la Ilustración impuso el que la gente fuera enterrada en cementerios fuera del pueblo. Esto costó de ser entendido por la gente ya que querían ser enterrados en "sagrado" aunque los ricos, pagando un impuesto se siguieron enterrando dentro de las iglesias hasta fecha relativamente reciente.
Cuando se adoptaron estas medidas y los infectados de peste eran metidos en fosas comunes tapados con cal en las "Mugas" (Güegas) remitieron muchas epidemias.
Los supervivientes de la ciudad de Huesca acabaron bastante alcoholizados ya que estaban muertos de miedo. Hubo gente que se tapió la puerta de la casa para que no les robaran ya que había saqueos continuos. El 50% de la población enfermó y la mitad de estos murieron.

## Administración y política
| Período   | Alcalde                   | Partido    |  |
| --------- | ------------------------- | ---------- |  |
| 1979-1983 | Jesús Pérez Arasanz       | PSOE       |  |
| 1983-1987 |                           |            |  |
| 1987-1991 |                           |            |  |
| 1991-1995 |                           |            |  |
| 1995-1999 |                           |            |  |
| 1999-2003 |                           |            |  |
| 2003-2007 | José Luis Estallo Pérez   | PAR        |  |
| 2007-2011 |                           | PSOE       |  |
| 2011-2015 | Jesús Francisco Pérez Mur | PSOE       |  |
| 2015-2019 | Jesús Francisco Pérez Mur | PSOE       |  |
| 2019-2023 | Sonia Blanco Carreras     | Ciudadanos |  |

| Partido político    | Partido político                                   | 2003   | 2007   | 2011   | 2015   |
| Partido político    | Partido político                                   | Ediles | Ediles | Ediles | Ediles |
|                     | Partido de los Socialistas de Aragón (PSOE-Aragón) | 2      | 4      | 2      | 4      |
|                     | Partido Popular de Aragón (PP)                     | 0      | 1      | 3      | 1      |
|                     | Partido Aragonés (PAR)                             | 3      | 0      | 0      | 0      |
|                     | Chunta Aragonesista (CHA)                          | 0      | 0      | —      | —      |
| Total de concejales | Total de concejales                                | 5      | 5      | 5      | 5      |

## Demografía
Sesa cuenta con una población de 162 habitantes (INE 2024).
| Gráfica de evolución demográfica de Sesa entre 1842 y 2021                                                          |
| |
| Población de derecho según los censos de población del INE Población de hecho según los censos de población del INE |

## Patrimonio

### El castillo de Sesa
En Sesa existió un castillo que tuvo una gran importancia en la Edad Media. Sabemos que seguía en pie en el siglo XVIII.
En los años 70 del recién acabado siglo XX, todavía quedaban algunos restos de paredes, y del arco de piedra de una puerta, que comunicaba con la entrada a la bodega. También había un cubo enorme, donde en algún tiempo lejano se pisaba la uva.
Lamentablemente tanto el recinto que albergaba los restos de las paredes del castillo, como el cubo y por supuesto la bodega, se utilizaban como basurero. Curiosamente era uno de los lugares de juegos frecuentados por los niños que en aquel tiempo teníamos unos 10 años.
Unos años después, a finales de los 70 o principios de los 80, se construyó una casa sobre los restos del castillo, enterrando así cualquier recuerdo del pasado, salvo la bodega que fue limpiada y reacondicionada.
Afortunadamente, María Dolores Barrios Martínez buceó en los archivos del obispado de Huesca y realizó una investigación sobre un libro de cuentas del castillo de Sesa que abarca un año agrícola, de junio de 1276 a mayo de 1277.

### Ermita de Nuestra señora de la Jarea
En la misma villa de Sesa se levanta sobre un montecillo este santuario de gloriosa historia en el que se venera a la Virgen bajo la advocación de "La Jarea", llamada así porque según se cuenta, apareció entre unas jaras.
Actualmente sabemos que en la época musulmana fue una mezquita, lo que da idea de la antigüedad de la construcción, probablemente del siglo XII. Cuando se conquista Sesa, la mezquita que se llama Jarea (casa en árabe) se convierte en iglesia. La Jarea es la casa de gobierno del Sesa musulmán. Lo mismo ocurre con las Jareas de Albalatillo, Jara en Huesca, Azara, Azlor, Azor. Todas derivan de la palabra zara, Jara, Jarea (el sitio donde estaba ubicado la capitalidad, el centro desde donde se explotaban y administraban todas estas tierras).
La Jarea es mucho más que una ermita. Se trata de un conjunto monumental dividido en 3 partes: el templo, el campanario y su reloj y el antiguo seminario sacerdotal con su claustro.
No sabemos a ciencia cierta la época en que fue erigido el santuario católico, pero sí que ya en el siglo XVI se daba culto en el mismo. Actualmente el edificio se encuentra en perfecto estado, recientemente se han reforzado las cimentaciones y se ha cambiado la cubierta.
En la iglesia había una cantidad de obras de arte que sufrieron daños irreparables en la Guerra Civil, tanto en retablos y capillas, como en las propias imágenes.
La Virgen fue fusilada junto con el resto de imágenes despeñándolas posteriormente por la ladera del "Saso" partiéndose en trozos. Algunos vecinos (Ildefonso Peña, Ignacio Fontán y Rosita Piquero, entre otros) recogieron los pedazos que habían quedado en el suelo, y fue María Piquero, que por aquel entonces tenía 13 años quien los escondió, ya que pensaron que a una niña de esa edad no le harían nada si la descubrían. Tiempo después se restauró la imagen en Zaragoza.
En La Jarea no se celebró oficios religiosos desde el 1936 hasta el 1953. En la guerra se utilizó como granero de alfalfa y para acceder al interior con los carros y las mulas se hizo un paso a través de la sacristía rompiendo el altar mayor.
Las primeras misas que se celebraron después de la guerra, fueron "misas de campaña", al aire libre, en el "Saso".
En 1951 vino de visita el gobernador para celebrar la solución de unos problemas que habían surgido con los mozos del pueblo y aprovechando el acto, se acordó con las autoridades locales que se arreglaría el altar mayor de Jarea. La mitad la pagó el pueblo y la mitad el Gobierno Civil. Se formó una comisión encabezada por Lapeña (el tendero) para recaudar fondos. Se pidió dinero a todo el mundo, incluidos a hijos de Sesa que habían emigrado a Cataluña, Zaragoza. El coste de los trabajos fue elevado.
En el año 1953 quedaba reconstruido el santuario, a partir de entonces siempre se han realizado labores de mantenimiento, y recientemente se han vuelto a repasar las paredes y pinturas.
La imagen de la Virgen de la Jarea, es de finales del siglo XV, mide tres palmos de alto y está hecha de fino alabastro. Es una virgen "negra", o sea, su color no es el habitual pálido, sino que está oscurecida, probablemente por la alteración química de las sustancias colorantes con el paso de los siglos unido al humos de las velas.
Cuenta con una gran devoción en el pueblo y se dice que ha hecho varios milagros. El más conocido fue librar en 1651 a la gente de Sesa, Salillas, Piracés, Fraella, Tramaced y Usón de la peste que azotaba por aquel entonces. Desde esa fecha estos pueblos (excepto Usón por una pelea que hubo en tiempos) vienen en romería el lunes de Pascua (El martes vuelve sólo Salillas) con sus propias banderas y cruces. El párroco y las autoridades de Sesa salen a recibirlos a la carretera y juntos suben hasta la ermita.
Hasta hace pocos años, el segundo día de Pascua, se pasaba lista a todos los romeros de Salillas, y debería haber como mínimo, un romero por cada casa. Si se faltaba por razón injustificada tenían que pagar una multa.
En la actualidad esto ya no se hace, sino que el ayuntamiento de la villa, invita a tomar vermú a todos lo romeros que asisten.
Tradicionalmente las labores de limpieza y mantenimiento de este santuario recaen sobre 3 jóvenes mairalesas que permanecen en el cargo desde que son nombradas por el párroco hasta que se casan.
Existen unos días en el año en que los actos religiosos se celebran en este santuario. En estas ocasiones, las mairalesas, ataviadas con su traje típico aragonés son acompañadas por 2 jóvenes llamados mayordomos, protagonizando la celebración de la misa.
Una vez finalizado el acto religioso, los vecinos, acompañamos a las mairalesas a sus casas, por orden de antigüedad en el cargo, donde somos obsequiados con unas "pastas" y "un vino español".
La iglesia de La Jarea tenía en el siglo XVI claustro, actualmente en estado deplorable. Era una construcción parecida a lo que es un monasterio. Posteriormente ese claustro se reconstruyó y se utilizó como casa para formación de seminaristas de misioneros apostólicos, fundada por Francisco Ferrer sobre el 1860, trayendo unos frailes del santuario de la Vella de Castejón del Puente. Son los sacerdotes de la orden de San Felipe de Neri, que fueron los mismos que fundaron la ermita de Salillas (San Felipe) y que se instalan aquí.
Este seminario empieza con 21 alumnos pero en la revolución de septiembre de 1868 se cierra, quedando para usos del ayuntamiento.
En el suelo de la entrada de la ermita fue enterrado Francisco Ferrer.
Posteriormente, fue cuartel de la Guardia Civil hasta que a finales de la década de los 60 se abandonó definitivamente porque el edificio amenazaba ruina, aunque a día de hoy sigue en pie.

### Iglesia de San Juan Bautista
La primera referencia encontrada es de 1196. Unos vecinos de Sesa venden al obispo unas casas para poder construir la iglesia nueva por 60 sueldos, (la actual iglesia de San Juan que fue colegiata, ya que tenía una serie de iglesias a su alrededor; la de San Bartolomé, San Esteban, la Virgen del Camino y la del Puyal).
La portada presenta arcos semicirculares y los capiteles de las columnas tienen todos ellos conchas, ya que la iglesia está dedicada a San Juan Bautista.
Es una de las iglesias típicas del Camino de Santiago, que además pasa por esta localidad la parte de la ruta jacobea que viene de Valencia. Se acordó con el obispado entregar por parte del pueblo, el valor de la primicia de las cosechas, a la iglesia, para reparaciones.
Por algún problema de deudas del obispado, el dinero no llegaba y la iglesia de San Juan se fue deteriorando poco a poco.
Esta iglesia es de piedra en su totalidad, pero en 1898 el estado restaura la iglesia con tan mal gusto, que casi la destrozan por dentro. Quitaron todas los adornos de las capillas y rebozaron con yeso y blanqueron todas las paredes, y así está actualmente.
En la iglesia había una cantidad importante de obras de arte, empezando por un altar barroco. Los retablos y tallas góticas del renacimiento desaparecieron porque años después no gustaban, y pasaron a manos privadas. Generalmente a las casas pudientes (casa Arnal, Casa Ayerbe, Casa Ramonico, casa Abadía). Existen testimonios de un escritor, que en 1934 viene por Sesa, y que se encuentra tallas, retablos y pinturas en manos privadas del pueblo.
Durante la guerra civil sufrió un gran detrimento y su magnífico retablo gótico de madera pintada fue quemado y totalmente destruido, así como todas las referencias descritas por el escritor poco antes de la guerra. También desaparecieron las 3 campanas. El altar actual dorado fue instalado después de la guerra civil por una donación que hizo el obispo de Zaragoza al párroco que había entonces en el pueblo. Este altar iba recubierto de mármol pero se quitó y se aprovechó para hacer la mesa de celebrar.
En la iglesia de abajo, sobre el año 30, había una gran procesión de cofradías, Las 7 Palabras, Hijas de María... Llevaban las túnicas en Semana Santa y cuando se moría algún cofrade.

### Monumentos civiles
La fuente Alpín es la más antigua de todas las que se conservan, es una fuente gótica, obra del siglo XVI. Merece la pena por el dintelamiento en la cornisa superior (ahora tapada por la vegetación), que guarda proporción con el relieve central.
Está situada junto con las otras al lado de la carretera de Salillas a 1 km de Sesa.

## Fiestas
- Día 15 de agosto

## Personas destacadas
- Higinio Ciria (1840-1914), archivero de Madrid, escritor e historiador.
- Don Francisco de Aisa